# Paul Hartal

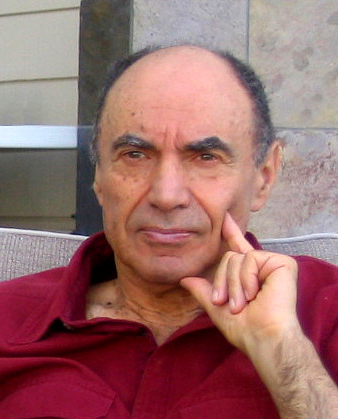
Paul Hartal 2008

Paul Hartal (* 1936 in Szeged, Ungarn) ist ein ungarisch-kanadischer Maler und Dichter.
Er prägte den Begriff vom lyrischen Konzeptionismus, wobei er seinen Stil beim Malen und Dichten charakterisiert. Und er schrieb ein Manifest nieder, welches seine Theorie näher beschreibt.

## Leben
Hartal wurde 1944 mit seiner jüdischen Familie aus Ungarn zur Zwangsarbeitsleistung in das Durchgangslager Strasshof deportiert, wo er am 9. April 1945 befreit wurde. Nach dem Krieg kehrte er mit seiner Familie nach Ungarn zurück, von wo er 1957 nach Israel auswanderte. Im Jahr 1973 zog er weiter nach Montreal. 1964 wurde ihm der Bachelor of Arts an der University of Jerusalem verliehen, den Master of Arts bekam der 1977 von der Concordia University. Zum Ph.D. in Education and Art promovierte er 1986 an der Columbia Pacific University in San Rafael in Kalifornien. 1987 gründete Hartal das Centre for Art, Science, and Technology in Montréal.
Hartal malt im expressionistischen Stil mit zusätzlichen Elementen aus der Fotografie.

„Lyrischer Konzeptionismus zwingt der künstlerischen Freiheit keinerlei formale Einschränkung auf. Er gibt lediglich Ratschläge. Anstelle von Konkurrenzdenken unterstützt er Kooperation. In unserer  nachindustriellen Gesellschaft bestimmen Wissenschaft und Technologie unseren Lebensstil. Folglich muss sich Kunst selbst mit Wissenschaft und Technologie befassen. Jedoch sollten Wissenschaft und Technologie nicht unsere Herren sein, sondern unsere Diener.“

Paul Hartal veröffentlichte Gedichtsbücher, ein Buch, welches sein Manifest unterstreicht und einen Roman. Er stellte in Deutschland, New York, Montreal und Montreux aus. Seine Werke sind im Guggenheim Museum in New York, in der National Gallery in Ottawa und in anderen Galerien in Italien, Israel und Korea zu sehen.

## Lyco art: Hartals Kunsttheorie
Lyco art, oder Lyrical Conceptionalism sind Begriffe, die von Hartal geprägt wurden.
1975 veröffentlichte Hartal „A Manifesto on Lyrical Conceptualism“ in dem zum ersten Mal Lycoism als eine neue Kunstidee auf den „periodic table of art“ zu lesen war. In diesem Werk schlug er eine Theorie vor, die im Gegensatz zur traditionellen Meinung stand.
Hartal behauptet, dass sich im Laufe der Geschichte in der Kunst sich das Pendel des kreativen Prozesses zwischen den entgegengesetzten apollonischen und dionysischen Polen der rationalen und emotionalen Ebene abwechselte. Auf diese Weise vertritt er, dass die ästhetischen Stile der Greco-Romanischen Welt und der Renaissance im Grunde harmonisch sind, beide bewerten das Geometrische und Konzeptionale, während sowohl gotische als auch barocke Kunst von Schnörkelei, Leidenschaft und Lyrik charakterisiert sind. Gleichermaßen theoretisierte er in Bezug auf moderne Bewegungen der Kunst, dass der Impressionismus, Fauvismus, Dadaismus und Surrealismus alle von irrationalen Impulsen der menschlichen Psyche sich herleiten lassen, wogegen Bewegungen wie Kubismus, Neoplastizismus, Konstruktivismus und abstrakte Geometrie näheren Bezug zum rationalen Bereich der Kreativität haben.
In „Mazes for the Mind“ zieht Clifford Pickover die Aufmerksamkeit auf Hartals Schau, dass wir die Fantasie brauchen, die Erkenntnis und querdenkende Fähigkeit, sowie auch menschliche Werte, welche ausgeschlossen von der starren Methodik der Wissenschaften, aber wesentlich für die Kunst sind. „Der gegenwärtige menschliche Zustand ruft nach einer neuen, inkludierenden Form von Kultur, in der Kunst eine höchst bedeutende Rolle spielen soll.“
Der Kunstkritiker Balint Szombathy bemerkt, dass lyrischer Konzeptionalismus ebenso eine Fusion von Gegensätzen einschließt, wie auch die Ausdrucksvermischungen von lyrischem Expressionismus oder lyrischer Abstraktion. Er sagt, dass es möglich ist, diese diametral gegensätzlichen Nebeneinanderstellungen zu charakterisieren, ebenso wie Versuche, die unverträglichen Elemente um der Synthese willen zu nivellieren.
Jedoch hatte Hartal während des Vorstellens der Idee des Lyco-Ismuses nicht die Absicht, einen neuen nachkonzeptionalistischen Splittertrend zu formen. Stattdessen war seine Absicht, einer Kreation einer neuen Philosophie der Kunst, in welcher das Niederreißen von Grenzen zwischen Kunst und Wissenschaft, die Verflechtung des Intuitiven und Exakten und die Angliederung des lyrischen und des geometrischen Spieles eine zentrale Rolle zu geben.